# Nomos (sociología)
En sociología, el nomos (del griego νόμος) se refiere a los códigos provisionales (hábitos o costumbres) de la conducta social y política, socialmente construida e históricamente (incluso geográficamente) específica El término deriva del griego νόμος, y se refiere, no solo a las leyes explícitas, sino para todas las reglas normales y formas que la gente da por sentado en su día a día. El nomos es sinónimo de orden, válida y obligatoria para aquellos que caen bajo su jurisdicción; por lo que es una construcción social con dimensiones éticas. Es una creencia, opinión o punto de vista; que es una invención humana.

## Historia del término

### Nomos Bergeriano
Después de Carl Schmitt, el siguiente escritor influyente en usar el término en un contexto moderno es Peter L. Berger. Berger escribió sobre los seres humanos moldeando un mundo de su propia actividad (1967:5). Berger ve esto toma lugar a través de un ciclo de triple continuidad entre los individuos y la sociedad: la externalización, objetivación e internalización. El mundo así formado tiene un orden—un conjunto de principios—que vienen a ser leídos en la sociedad por los individuos mediante la externalización y la objetivación, y también internalizado en cada individuo. Por tanto, esta orden viene a asumirse de que habló, y se coloca en el discurso social siendo tratado como un sentido común. Este orden del mundo y de la experiencia, que es un proceso empresarial y social, así como un individuo, es un nomos.
Berger escribe acerca de 'El nomos socialmente establecido "entendiéndose" como un escudo contra el terrorismo. Dicho de otra manera, la función más importante de la sociedad es la nomización. "(1967:22). Todos necesitamos que los nomos estructurantes; que nos proporciona la estabilidad, la previsibilidad, un marco de referencia en el que vivir. La alternativa es el caos y el terror del cual Berger llama anomia.
Para ser más eficaces, los nomos deben tomar por sentado. La estructura del mundo creada por la actividad humana y social es tratada no como contingente sino como evidente. 'Siempre que los nomos socialmente establecidos alcanzan la calidad de ser dado por sentado, se produce una fusión de sus significados con lo que se considera que son los significados fundamentales inherentes en el universo. "(1967:24-25). Berger considera que esto ocurre en todas las sociedades, y mientras los nomos se expresa en términos religiosos en "sociedades arcaicas", "En la sociedad contemporánea, esta cosmización arcaica del mundo social probablemente tomará la forma de proposiciones" científicas "sobre la naturaleza del los hombres más que la naturaleza del universo.' (1967:25).